# Furcula bifida
Furcula bifida é uma espécie de insetos lepidópteros, mais especificamente de traças, pertencente à família Notodontidae.
A autoridade científica da espécie é Brahm, tendo sido descrita no ano de 1787.
Trata-se de uma espécie presente no território português.